# Quitzdorf am See
Quitzdorf am See (górnoł. Kwětanecy) – gmina w Niemczech, w kraju związkowym Saksonia, w okręgu administracyjnym Drezno, w powiecie Görlitz, wchodzi w skład związku gmin Diehsa. Nazwa pochodzi od wsi Quitzdorf zatopionej podczas budowy tamy Quitzdorf. W skład gminy wchodzą miejscowości: Horscha, Kollm, Sproitz, Petershain i Steinölsa.